# آلة روب غولدبيرغ

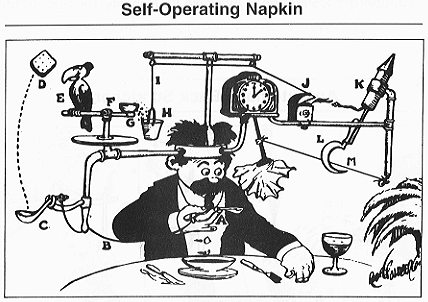
المنديل الذي يعمل بشكل تلقائي

آلة روب غولدبيرغ (بالإنجليزية: Rube Goldberg machine)‏ هي عبارة عن جهاز أو آلية ميكانيكية معقدة تم تصميمها هندسيا بشكل مبالغ فيه كثيراً لتنفيذ سلسلة من التفاعلات المتسلسلة وذلك للحصول في النهاية على نتيجة صغيرة أو لإنجاز مهمة بسيطة جداً. مع مرور الزمن توسع هذا المصطلح وأصبح يطلق على أي نظام غير مفهوم أو مربك بسبب تعقيده. هذه الميكانيكية الغريبة تنسب لمخترعها رسام الكارتون الحاصل على جائزة بوليتزر، والنحات، والمخترع الأمريكي روب جولدبيرج.